# Ђорђо Мородер
	Ђовани Ђорђо Мородер (итал. Giovanni Giorgio Moroder; Ортизеј, 26. април 1940) италијански је композитор и музички продуцент. Мородер је добио титулу „отац диско” за своје иновације у области евродиско и електронске плесне музике. Његов рад са Муга синтисајзером имао је велики утицај на неколико музичких жанрова, укључујући Hi-NRG, италио диско, нови талас, хаус и техно. Мородер је добитник четири награде Златни глобус и три награде Оскар за рад на саундтрековима.

## Дискографија
Студијски албуми
- That's Bubblegum - That's Giorgio (1969)
- Giorgio (1970)
- Son of My Father (1972)
- Giorgio's Music (1973)
- Einzelgänger (1975)
- Knights in White Satin (1976)
- From Here to Eternity (1977)
- Love's in You, Love's in Me (1978)
- E=MC² (1979)
- Solitary Men (1983)
- Innovisions (1985)
- Philip Oakey & Giorgio Moroder (1985)
- To Be Number One (1990)
- Forever Dancing (1992)
- Déjà Vu (2015)